# Umlaut (klank)

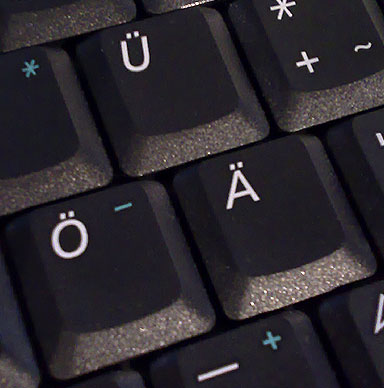
Een Duits toetsenbord met letters met een umlaut.

Umlaut (Duits: um = om, anders en Laut = klank) is een vorm van klinkerharmonie, waarbij een klinker kenmerken overneemt van de klinker in de eropvolgende lettergreep in een andere vorm van een woordparadigma. De bekendste vorm van umlaut is die waarbij de klinker veranderingen ondergaat onder invloed van een i- of j-klank in de volgende lettergreep. Het moeilijke is hierbij dat de i over het algemeen veranderd is in een sjwa terwijl de j geheel is verdwenen. Dit type umlaut komt in het Nederlands en Duits veel voor. 
Een door middel van umlaut omgevormde klank wordt ook wel een simulfix genoemd. 
Omdat in het Duits de umlaut-klank vaak met bijzondere tekens (letters) wordt geschreven, wordt de uitdrukking umlaut vaak met die tekens in verbinding gebracht.

## Nederlands
- Nederlands temmen hoort bij tam (en het Duitse zähmen bij zahm). Hier is een a-klank veranderd in een e-klank onder invloed van een j in de volgende lettergreep. De oorspronkelijke vorm van het woord is bekend vanwege het Gotische woord tamjan ("temmen").
- Nederlands vullen hoort bij vol (en het Duitse füllen bij voll). Het Gotische woord voor vullen luidt fulljan waarbij de u ongeveer als de Nederlandse oe-klank wordt uitgesproken. Onder invloed van een j is een oe-klank veranderd in een u-klank, die in het Nederlands u en in het Duits ü wordt gespeld.
- Andere voorbeelden in het Nederlands zijn onder meer steden (van stad) en verlenging (van lang).

Merk op dat de -jan uitgang van de bovengenoemde werkwoorden ook nog eens een verdubbeling van de medeklinkers heeft veroorzaakt, dit heet ook wel de West-Germaanse geminatie. In het Oudengels veroorzaakte de i of de j ook nog eens een palatalisatie van de g en de k indien deze medeklinkers aan de i of de j voorafgingen.
De umlaut is een verre van regelmatig proces: het is niet te voorspellen welke vormen binnen een woordparadigma de klinkerwijziging ondergaan. Vaak bestaan er ook dialectverschillen.
In het Twents en Limburgs komt de umlaut ook veel voor. Hier dient de klankwijziging bijvoorbeeld om een verkleinwoord of een meervoudsvorm aan te geven.

## Duits
Net als het Nederlandse stad kent het Duitse Stadt in het meervoud umlaut: Städte. Maar bij het verkleinwoord gedragen het Nederlands en het Duits zich verschillend: in het Nederlands treedt er geen umlaut op (stadje), in het Duits wél (Städtchen).
In grote delen (en vooral in het noorden) van het Duitse taalgebied valt de door ä aangeduide lange klank samen met de door e aangeduide lange klank. Daar worden beide als /e:/ gerealiseerd. In het zuiden wordt de ä gebruikt voor de weergave van de klank /ε:/.
In de moderne Duitse spelling zijn er letters met een diakritische umlaut (ä, ö en ü). Deze letters representeren een eigen klankwaarde. Dit hoeft echter niet per se te betekenen dat betreffende klank het product van een historische umlaut als klankverschijnsel vormt (denk aan leenwoorden als Pädagogik). Andersom zijn er umlauten die niet met een umlautteken worden geschreven: Eltern (ouders) komt van älter (ouder), het basiswoord is alt (oud).

## Elders
- Oudnoords fœtr ("voeten") hoort bij fótr ("voet"). De ó (een lange o) is onder invloed van een i veranderd in een lange œ (een lange eu-klank) maar daarna is de i verdwenen. Het gereconstrueerde Oernoordse woord voor "voeten" luidde fótiR (met een lange o).
- Engels feet ("voeten") hoort bij foot ("voet"). In de tijd voor het Oudengels had de meervoudsvorm een uitgang met een i erin, dus ongeveer fôti-. De lange o (ô) werd onder de invloed van de i een lange ø-klank (in het Nederlands eu gespeld). Later werd de lange ø een lange e zodat het woord in het Oudengels fét werd gespeld (het accent-teken duidt de lengte aan). Nog later veranderde de lange e in een lange i (moderne Engels feet).